# Phyllogyalidea
Phyllogyalidea är ett släkte av lavar. Phyllogyalidea ingår i familjen Gomphillaceae, ordningen Ostropales, klassen Lecanoromycetes, divisionen sporsäcksvampar och riket svampar.
|                | Gyalectidium                               |
|                |                                            |
|                | Gyalideopsis                               |
|                |                                            |
|                | Gyalidea                                   |
|                |                                            |
|                | Aderkomyces                                |
|                |                                            |
|                | Jamesiella                                 |
|                |                                            |
|                | Asterothyrium                              |
|                |                                            |
|                | Diploschistella                            |
|                |                                            |
|                | Psorotheciopsis                            |
|                |                                            |
| Phyllogyalidea | \| \| Phyllogyalidea epiphylla \| \| \| \| |
|                | \| \| Phyllogyalidea epiphylla \| \| \| \| |
|                | Sagiolechia                                |
|                |                                            |
|                | Calenia                                    |
|                |                                            |
|                | Phyllogyalidea epiphylla                   |
|                |                                            |

|  | Phyllogyalidea epiphylla |
|  |                          |